# Rhytidoponera nitidiventris
Rhytidoponera nitidiventris är en myrart som beskrevs av Ward 1984. Rhytidoponera nitidiventris ingår i släktet Rhytidoponera och familjen myror. Inga underarter finns listade i Catalogue of Life.